# Plogoff
Plogoff település Franciaországban, Finistère megyében. Lakosainak száma 1166 fő (2022. január 1.). Plogoff Cléden-Cap-Sizun és Primelin községekkel határos.

## Népesség
A település népességének változása:
| Lakosok száma | 2547 | 2131 | 1902 | 1410 | 1245 | 1232 | 1229 | 1230 | 1230 | 1166 |
|               | 1968 | 1982 | 1990 | 2006 | 2013 | 2015 | 2017 | 2019 | 2020 | 2022 |